# Rabadompu Barat
Rabadompu Barat is een bestuurslaag in het regentschap Bima van de provincie West-Nusa Tenggara, Indonesië. Rabadompu Barat telt 4909 inwoners (volkstelling 2010).